# Phoeniculus
A Phoeniculus a madarak osztályának szarvascsőrűmadár-alakúak (Bucerotiformes) rendjébe és a kúszóbankafélék (Phoeniculidae) családjába tartozó nem.

## Rendszerezésük
A nemet Feliks Paweł Jarocki lengyel zoológus írta le 1821-benm az alábbi 5 faj tartozik ide:
- Phoeniculus castaneiceps
- fehérfejű kúszóbanka (Phoeniculus bollei)
- piroscsőrű kúszóbanka (Phoeniculus purpureus)
- feketecsőrű kúszóbanka (Phoeniculus somaliensis)
- Phoeniculus damarensis